# Abū Qurqāş
Abū Qurqāş är en ort i Egypten. Den ligger i guvernementet al-Minya, i den centrala delen av landet, 240 km söder om huvudstaden Kairo. Abū Qurqāş ligger 54 meter över havet och folkmängden uppgår till cirka 25 000 invånare.

## Geografi
Terrängen runt Abū Qurqāş är lite kuperad. Runt Abū Qurqāş är det tätbefolkat, med 331 invånare per kvadratkilometer. Trakten runt Abū Qurqāş består till största delen av jordbruksmark.